# Robert von Nantes

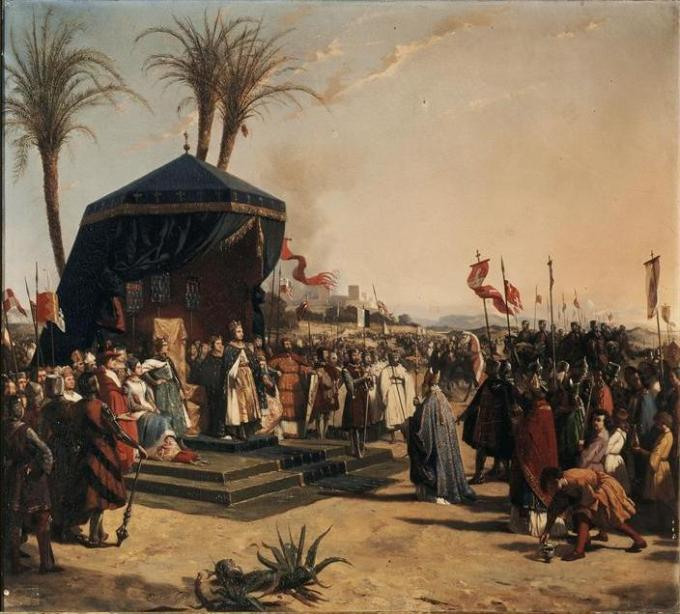
Ludwig IX. empfängt den Patriarchen von Jerusalem Robert von Nantes in Damietta (Gemälde von Jean-Marie Oscar Gué)

Robert von Nantes († 8. Juni 1254) war ein römisch-katholischer Bischof von Nantes und Patriarch von Jerusalem im 13. Jahrhundert.

## Anfänge
Robert stammte ursprünglich aus Saintonge und hat kirchliche Ämter in Apulien, vielleicht als Bischof von Aquino, bekleidet. Nachdem er sich im Konflikt zwischen Papst Gregor IX. und Kaiser Friedrich II. die Feindschaft des letzteren zugezogen hatte, wurde er 1236 in das französische Bistum von Nantes versetzt.

## Werdegang
Am 15. Mai 1240 wurde Robert in das seit 1238 vakante Amt des Patriarchen von Jerusalem eingesetzt, wofür er sich als Kaisergegner besonders prädestiniert hatte. Kaiser Friedrich II. beanspruchte als Vater des Königs Konrad II. von Jerusalem die Regentschaft in dem Königreich, was ihm allerdings seitens der lokalen Feudalherren und des Papstes abgestritten wurde. Im Frühjahr 1244 erreichte er das Heilige Land und stattete sogleich Jerusalem einen Pilgerbesuch ab. Dies war zugleich die letzte Gelegenheit für eine solche Reise, denn im August 1244 wurde die Stadt durch einen Angriff der Horde der Choresmir den Christen endgültig entrissen.

## Konflikte
In Konflikt geriet Robert mit dem Grafen Walter von Jaffa, der ihm die Übergabe des „Patriarchen-Turms“ von Jaffa als Amtssitz verweigerte, obwohl dieser Turm von seinem Amtsvorgänger gebaut wurde. Laut Joinville soll Robert den Grafen deswegen gar exkommuniziert haben. Robert nahm am 18. Oktober 1244 an der Schlacht von La Forbie teil, in der die Christen und ihre muslimischen Verbündeten eine vernichtende Niederlage gegen den Sultan von Ägypten erfuhren. Er selbst gehörte zu den wenigen, die sich durch eine Flucht vom Schlachtfeld in das nahe Askalon retten konnten. 
In einem Schreiben unterrichtete er darauf den Papst von der Niederlage und der einhergehenden Verschlechterung der Lage für das christliche Outremer. Im folgenden Jahr schickte er einen Vertreter nach Frankreich, um dort auf dem Konzil von Lyon für einen neuen Kreuzzug zu werben. Nachdem sich König Ludwig IX. von Frankreich schnell bereit erklärt hatte, sich an die Spitze des Kreuzzuges zu setzen, reiste der Vertreter, der Bischof von Beirut, 1247 nach London weiter, um dort König Heinrich III. von England zur Kreuznahme zu bewegen. Der lehnte eine Teilnahme allerdings ab, obwohl Robert ihm eine Heilig-Blut-Reliquie für die Westminster Abbey geschenkt hatte.

## Kreuzzug
Robert nahm am folgenden Sechsten Kreuzzug teil und geriet nach dessen Scheitern im April 1250 zusammen mit König Ludwig IX. in die Gefangenschaft des ägyptischen Sultans, aus der er aber bald wieder herausgelöst wurde. Er starb im Juni 1254, wenige Monate nach der Abreise Ludwigs IX. aus dem Heiligen Land.

## Briefe
Vom Patriarchen Robert von Jerusalem sind drei Briefe erhalten, die alle von den Mönchen der Abtei St. Modwen von Burton-upon-Trent in ihre Annalen transkribiert wurden.
- Brief vom Spätjahr 1244 an Papst Innozenz IV. über die Niederlage von La Forbie:[1]
  - Annales monasterii de Burton, hrsg. von Henry Richards Luard: Annales Monastici in, Rolls Series 36 (1864), Vol. 1, S. 257–263
- Brief vom 15. Mai 1250 an das Kardinalskollegium zu Rom über die Niederlage von al-Mansura, die Gefangenschaft und Freilassung Ludwigs IX.: 
  - Annales monasterii de Burton, hrsg. von Henry Richards Luard: Annales Monastici in, Rolls Series 36 (1864), Vol. 1, S. 285–289
- Brief vom Sommer 1251 an Blanka von Kastilien über den Verbleib ihres Sohnes Ludwig IX. und die politische Lage in Outremer: 
  - Annales monasterii de Burton, hrsg. von Henry Richards Luard: Annales Monastici in, Rolls Series 36 (1864), Vol. 1, S. 296